# TRNK pseudouridinska55 sintaza
TRNK pseudouridinska55 sintaza (EC 5.4.99.25, TruB, aCbf5, Pus4, YNL292w (gen), Psi55 tRNK pseudouridin sintaza, tRNK:Psi55-sintaza, tRNK pseudouridin 55 sintaza, tRNK:pseudouridin-55 sintaza, Psi55 sintaza, tRNK Psi55 sintaza, tRNK:Psi55 sintaza, tRNK-uridin55 uracil mutaza, Pus10, tRNK-uridin54/55 uracil mutaza) je enzim sa sistematskim imenom tRNK-uridin55 uracil mutaza. Ovaj enzim katalizuje sledeću hemijsku reakciju
tRNK uridin55 {\displaystyle \rightleftharpoons } tRNK pseudouridin55
Pseudouridinska sintaza TruB iz Escherichia coli specifično modifikuje uridin55 u tRNK molekulima.

## Literatura
- Nicholas C. Price; Lewis Stevens (1999). Fundamentals of Enzymology: The Cell and Molecular Biology of Catalytic Proteins (Third изд.). USA: Oxford University Press. ISBN 019850229X.
- Eric J. Toone (2006). Advances in Enzymology and Related Areas of Molecular Biology, Protein Evolution (Volume 75 изд.). Wiley-Interscience. ISBN 0471205036.
- Branden C; Tooze J. Introduction to Protein Structure. New York, NY: Garland Publishing. ISBN 0-8153-2305-0.
- Irwin H. Segel. Enzyme Kinetics: Behavior and Analysis of Rapid Equilibrium and Steady-State Enzyme Systems (Book 44 изд.). Wiley Classics Library. ISBN 0471303097.

## Spoljašnje veze
- TRNA+pseudouridine55+synthase на 